# Juan Guerra (distrito)
Juan Guerra é um distrito do Peru, departamento de San Martín, localizada na província de San Martín.

## Transporte
O distrito de Juan Guerra é servido pela seguinte rodovia:
- PE-5N, que liga o distrito de Chanchamayo (Região de Junín) à Ponte Integración (Fronteira Equador-Peru) - e a rodovia equatoriana E682 - no distrito de Namballe (Região de Cajamarca)
- SM-106, que liga o distrito à cidade de El Porvenir [1][2][3]